# Sainte-Gemme-en-Sancerrois
Sainte-Gemme-en-Sancerrois település Franciaországban, Cher megyében. Lakosainak száma 403 fő (2022. január 1.). Sainte-Gemme-en-Sancerrois Bannay, Boulleret, Savigny-en-Sancerre, Subligny és Sury-en-Vaux községekkel határos.

## Népesség
A település népessége az elmúlt években az alábbi módon változott:
| Lakosok száma | 401  | 361  | 400  | 372  | 421  | 430  | 427  | 411  | 408  | 403  |
|               | 1968 | 1982 | 1990 | 2006 | 2013 | 2015 | 2017 | 2019 | 2020 | 2022 |